# Huỳnh Bách Minh
Huỳnh Bách Minh (tiếng Trung: 黃百鳴, tiếng Anh: Raymond Wong Pak-ming, sinh ngày 8 tháng 4 năm 1976) là một nam diễn viên, nghệ sĩ hài, nhà làm phim kiêm doanh nhân người Hồng Kông. Được đánh giá là một trong những người tiên phong xuất sắc nhất của điện ảnh Hồng Kông, ông được biết đến qua những vai diễn có phần hài hước và đầy lãng mạn trong sự nghiệp diễn xuất của mình. Bên cạnh đó, ông còn là một nhà sản xuất điện ảnh có tiếng, và loạt phim Diệp Vấn đã đưa tên tuổi của ông vào hàng ngũ những nhà làm phim xuất sắc bậc nhất ở Hồng Kông.
Năm 2015, ông được chính phủ Hồng Kông trao tặng danh hiệu Huân chương vinh dự Hồng Kông cho những đóng góp của ông vào ngành công nghiệp điện ảnh.

## Cuộc đời và sự nghiệp
Huỳnh Bách Minh sinh ra và lớn lên tại Hồng Kông, có quê gốc ở Hạc Sơn, Quảng Đông, Trung Quốc. Cha ông là một nhân viên bán quần áo tại một tiệm tạp hóa nhỏ nhưng lâm vào cảnh nợ nần, còn mẹ ông là một nội trợ. Sau khi tốt nghiệp, ông đã tham gia ngành kịch nói, khởi đầu cho sự nghiệp điện ảnh của ông.
Sau nhiều lần làm việc bán thời gian cho những xưởng phim nhỏ lẻ, ông đã có bước chuyển mình đầu tiên trong sự nghiệp. Năm 1979, ông cùng với hai người bạn thân là Mạch Gia và Thạch Thiên sáng lập ra Xí nghiệp Tân Thị Thành. Xưởng phim này đã sản xuất một số bộ phim ăn khách như Anh hùng bản sắc, loạt phim Hiệp đại song hùng, A Lang đích cố sự, v.v... Và trước khi giải thể, hãng phim này đã quy tụ những diễn viên và các nhà làm phim từ vô danh trở thành ngôi sao, có thể kể đến như Châu Nhuận Phát, Trương Mạn Ngọc, Ngô Vũ Sâm, Lâm Lĩnh Đông hay Từ Khắc.
Sau khi giải thể, năm 1991, ông đã thành lập lại và đổi tên hãng phim này thành Hãng phim Đông Phương. Với hãng phim này, ông đã trở thành một trong những nhà sản xuất điện ảnh thành công nhất của Hồng Kông. Cho đến nay, hãng phim đã sản xuất hơn 100 bộ phim điện ảnh khác nhau, trong đó phải kể đến như Bạch phát ma nữ truyện, Long Hổ Môn, Đảo hỏa tuyến hay loạt phim Diệp Vấn. Sau một thời gian tạm gián đoạn từ năm 2014 (do đã thành lập hãng phim Thiên Mã vào năm 2009), năm 2018, hãng phim Đông Phương chính thức hoạt động trở lại và tiếp tục sản xuất các bộ phim ăn khách.
Trong suốt sự nghiệp của mình, ông không chỉ làm phim, mà ông còn đóng vai trong một số bộ phim khác nhau. Với những đóng góp của ông trong ngành điện ảnh, ông được Nhà nước trao tặng danh hiệu Huân chương vinh dự Hồng Kông vào năm 2015.

## Đời tư
Huỳnh Bách Minh kết hôn với Từ Văn Quyên vào năm 1970 và hiện ông đã có hai con, trong số đó có con trai cả của ông là nhà biên kịch Huỳnh Tử Hoàn. Đã có một lần ông phải tạm ngưng mọi hoạt động do vợ ông mắc ung thư rất trầm trọng, rất may nhờ có sự giúp đỡ của các nhân viên y tế, vợ ông đã qua cơn nguy kịch sau 16 năm.